# Niklasdorf
Niklasdorf è un comune austriaco di 2 558 abitanti nel distretto di Leoben, in Stiria; ha lo status di comune mercato (Marktgemeinde).